# Catalina Fernández Guanarteme
Catalina Fernández Guanarteme (Córdoba, 30 de septiembre de 1482-Agüimes, 17 de febrero de 1526), también conocida como Catalina la Canaria, fue la hija del guanarteme de Gáldar Fernando Guanarteme y de su esposa Abenchara, quienes gobernaban esta zona de Gran Canaria antes de la conquista castellana a finales del siglo XV. Fue menina de la infanta María de Aragón, cuarta hija de los Reyes Católicos y futura reina de Portugal.

## Biografía
Catalina nació casualmente en el Alcázar de los Reyes Cristianos de Córdoba el 30 de septiembre de 1482, ya que su madre Abenchara, esposa del rey canario Fernando Guanarteme, había sido secuestrada un mes antes en Gran Canaria y había sido trasladada a esta ciudad para ser presentada ante los Reyes Católicos. Los monarcas se encontraban allí debido a la conquista del reino nazarí de Granada. Madre y recién nacida permanecieron en la ciudad durante un año, hasta que el 15 de agosto de 1483, Fernando Guanarteme fue a su encuentro para regresar a las islas Canarias, pasando antes por Sevilla.
Catalina, con apenas cinco años, y su hermana mayor Guayarmina, regresan a la península ibérica en 1487. Tras una audiencia con los Reyes Católicos, estos deciden que Catalina quedara como menina de la infanta María de Aragón, hija de los reyes que había nacido apenas tres meses antes que Catalina en el mismo lugar, el Alcázar de los Reyes Cristianos de Córdoba. Catalina permaneció junto a María hasta el año 1500, cuando esta última contrajo matrimonio con Manuel I de Portugal y, por ende, se convirtió en reina consorte de Portugal. 
En ese momento, Catalina con 18 años, regresa a las Islas Canarias, específicamente a Gáldar, donde contrajo matrimonio en tres ocasiones: la primera con Pedro Vega, con quien tuvo dos hijos; la segunda con Adán Azedo, con quien tuvo cuatro hijos; y finalmente con Blas Rodríguez, mestizo del que no consta descendencia. A pesar de sus orígenes reales, Catalina tuvo que vender su vivienda en Gáldar, según su testamento por una deuda con el genovés Lorenzo Riberol, e ir pueblo por pueblo pidiendo limosna hasta su fallecimiento en Agüimes, donde vivía su prima Ana, a la edad de 44 años. Probablemente falleció de peste tras una epidemia que asoló la isla dos años antes, siendo enterrada en la iglesia de San Sebastián de Agüimes.